# اصل سن ونان
اصل سنت ونانت (به انگلیسی: Saint-Venant's principle)، که به یادبود Adhémar Jean Claude Barré de SaintVenant، نظریه‌پرداز اهل فرانسه در حوزهٔ خاصیت کشسانی (الاستیسیته)، نام‌گذاری شده‌است، چنین بیان می‌کند:
… دو بار استاتیکی معادل هم اما متفاوت، زمانی که فاصله از بار به اندازه کافی زیاد باشد، اثر تقریباً یکسانی خواهند داشت.
نسخهٔ اصلی این عبارت توسط سن ونان به زبان فرانسوی در سال ۱۸۵۵ منتشر شد. اگر چه که این بیان غیررسمی از این اصل در میان مهندسان مکانیک و مهندسان سازه کاملاً شناخته شده‌است، ریاضیات مدرن بیان دقیق تری از این اصل را در قالب معادلات دیفرانسیلی با مشتقات جزئی (PDE) بیان می‌کند. برای اولین بار von Mises در سال ۱۹۴۵ این بیان از اصل سن ونان را مطرح کرد که بعدها در طول زمان کامل تر شد.
اصل سن ونان به متخصصان حوزه الاستیسیته این امکان را داد تا بتوانند، توزیع تنشهای پیچیده یا شرایط مرزی ضعیف را با مواردی که حل آنها ساده‌تر است جایگزین کنند، به شرط آنکه آن مرز از لحاظ هندسی کوچک باشد. کاملاً مشابه الکترواستاتیک، که میدان الکتریکی به خاطر گشتاور i ام بار طبق فرمول  {\displaystyle 1/r^{i+2}} در فضا میرا می‌شود. (که گشتاور صفرم همان بار خاص است، گشتاور اول همان گشتاور دو قطبی الکتریکی است و گشتاور دوم همان گشتاور چهارقطبی الکتریکی است)، اصل سن ونان بیان می‌کند که ممان حاصل از بارهای مکانیکی با درجه ای بیشتر از گشتاور، به قدری سریع میرا می‌شوند، که در نواحی دور از مرزها نیازی نیست در نظر گرفته شوند؛ بنابراین می‌توان این‌طور تلقی کرد که اصل سن ونان عبارتی است دربارهٔ رفتار مجانبی تابع Green توسط یک بار نقطه ای.